# Daddala plana
Daddala plana är en fjärilsart som beskrevs av Moore 1882. Daddala plana ingår i släktet Daddala och familjen nattflyn. Inga underarter finns listade i Catalogue of Life.